# Añézcar
Añézcar (Añezkar en euskera) es un concejo del municipio de Berrioplano, situado en la Comunidad Foral de Navarra (España), dentro la Cuenca de Pamplona. Su población en 2014 fue de 200 habitantes (INE)

## Geografía
La localidad está situado a los pies del monte homónimo, que también es conocido como Ezkidi, Añézcar limita al norte con Juslapeña, al sur con Loza y Larragueta, al este con Oteiza y al oeste con Sarasa (Cendea de Iza).

## Historia

### Prehistoria
Existen datos que confirman la existencia de un asentamiento de la I Edad de Hierro en el monte de Añézcar con el que, según Jimeno Jurío, debió relacionarse la "Cueva del moro", abrigo bajo la peña que se ha utilizado como refugio para personas y ganado (según el propio autor).

### Edad Media
Según el "Diccionario de Antigüedades del Reino de Navarra", el pueblo fue comprado, junto con Oteiza, por el rey Sancho VII el Fuerte en 1214 a unos caballeros aragoneses que poseían pueblos y castillos en Navarra. Durante el primer tercio del siglo XV, sufrió fuertes pedregadas que lo sumieron en una gran pobreza. Por este motivo, el rey Carlos III de Navarra le perdonó los tributos.
Se conoce también la existencia de un castillo en lo alto del Monte de Añezcar. Al parecer estaba formado por una torre defensiva aislada en lo alto de la peña, con dominio pleno sobre el pueblo, que está situado al pie. En 1238 Teobaldo I deja constancia escrita de que si algún hombre de armas del castillo toma por fuerza alguna cosa en las villas de Añézcar u Oteiza, el rey haría sustituir a su dueño, Pedro Corneil. En el paraje en que se situó el castillo no quedan más que algunos residuos de su cimentación.
En la cima del monte también existió una basílica dedicada a San Salvador, la cual estaba mantenida por un monje y a veces por una serora (especie de ermitaña).  En 1796, Igual de Soria, obispo visitador, mandaba que "se componga la ermita del Salvador de todo lo necesario". Los feligreses seguían subiendo en romería todos los años, incluso después de haber quedado en ruinas. De esa ermita prácticamente no queda ninguna huella.

### sigloXIX
A mediados del siglo XIX la localidad tenía una escuela de niños, a la que acudían los de Oteiza, Elcarte y Larragueta. Esta escuela se cerró en 1975
A lo largo del siglo XIX, se elaboraba un vino de corta graduación en las casas de Añezcar, conocido como txakolí, que gozó de gran estima en los pueblos de la zona e incluso en Pamplona. En 1978 podían observarse todavía las últimas viñas situadas en las proximidades del monte Agüe.

### sigloXXActualidad
En 1910,se produce un aumento considerable de la población. En esta fecha se alcanzan los 98 habitantes.
Durante los años 70 se extrajo del atrio de la iglesia una estela antropomorfa (con forma de persona) de la Alta Edad Media que se trasladó al Museo de Navarra, donde estuvo expuesta varios años. Actualmente permanece en los almacenes del propio museo.
Aunque la localidad pertenece actualmente al municipio de Berrioplano, hasta 1991 fue uno de los doce concejos que componían la histórica Cendea de Ansoáin. Tras segregarse Berriozar y el propio Ansoáin, Berrioplano obtuvo la capitalidad del nuevo municipio.
La población de Añézcar ha aumentado considerablemente en los últimos años, en gran parte gracias a la urbanización que recientemente se ha levantado en terrenos anexos al pueblo. Así, el número de empadronados en 2009 ha superado ya los 200 habitantes.

## Demografía
| 1996 | 1998 | 1999 | 2000 | 2001 | 2002 | 2003 | 2004 | 2005 | 2006 | 2007 | 2008 | 2009 |
| ---- | ---- | ---- | ---- | ---- | ---- | ---- | ---- | ---- | ---- | ---- | ---- | ---- |
| 71   | 71   | 79   | 86   | 90   | 90   | 90   | 95   | 96   | 154  | 176  | 198  | 198  |

## Fiestas
- Fiestas patronales: Son el 8 de septiembre en honor a la Natividad.[1]
- Romería de san Isidro Se celebra el 15 de mayo en compañía de los pueblos de Oteiza y Larragueta.[1]